# 祇園漬け
祇園漬け（ぎおんづけ）は、シロウリの漬物（酒漬け）である。

## 概要
『料理調法集』（江戸時代）によれば、シロウリ1本を6個ほどに輪切りにし、中身をさらい、1夜、塩押しにし、翌日、縄を通していちにち日に乾し、次の日、酒で洗って容器に詰め、上酒をひたひたに入れ、好みで砂糖を加え、密閉して60日ほど後に用いる。ただし10日ほどして見て酒が減っていたならば、酒を足す。そして丸漬けのウリ、ショウガ、ミョウガ、チョロギなどもそのなかに漬け込むとよいという。
のち、異物同名の「祇園漬け」が行なわれている。